# Christian Hartmann (Politiker, 1974)

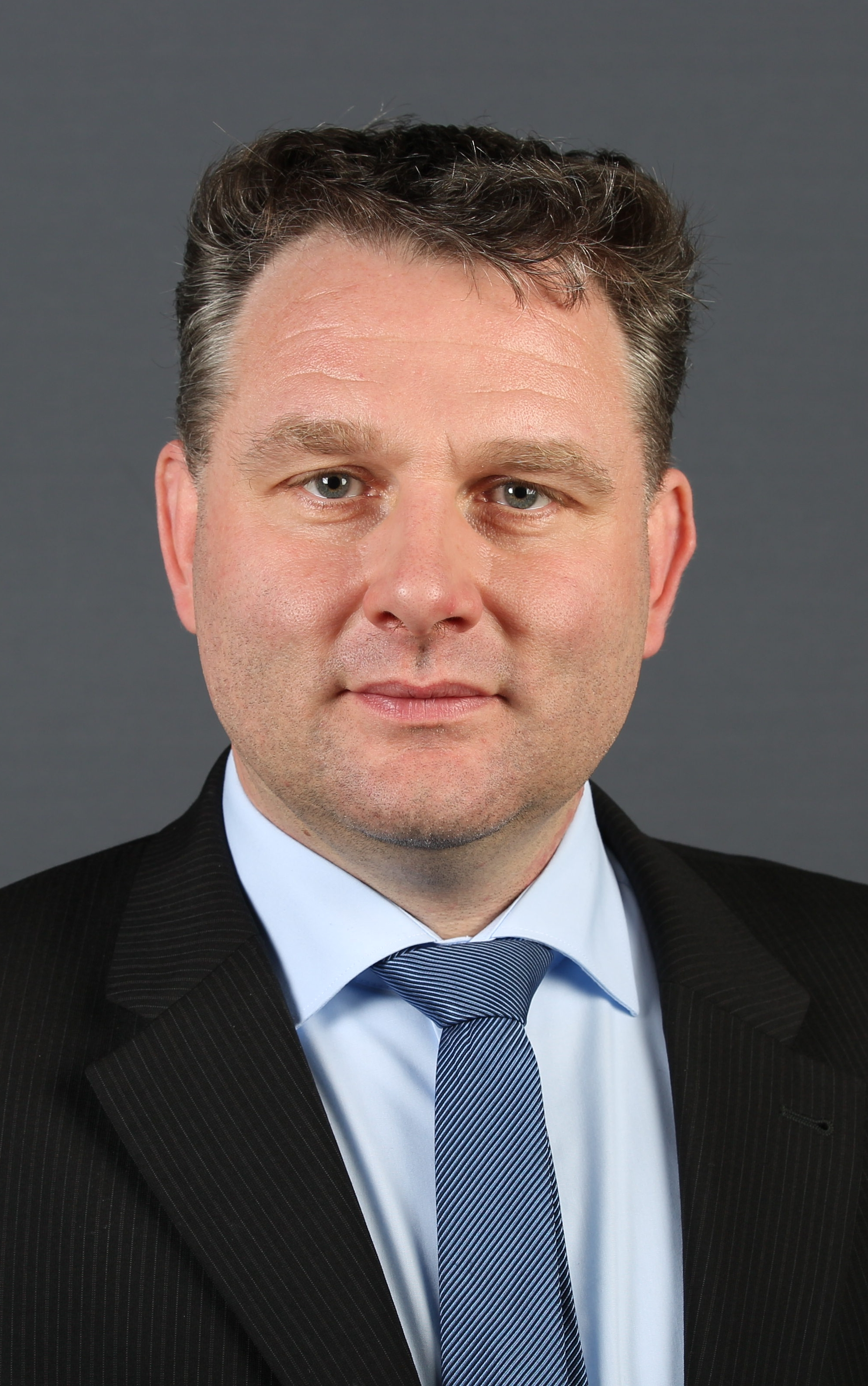
Christian Hartmann (2016)

Christian Hartmann (* 6. April 1974 in Calbe (Saale)) ist ein deutscher Politiker (CDU). Er ist seit 2009 Mitglied des Sächsischen Landtags und seit 2018 Fraktionsvorsitzender seiner Partei.

## Leben
Hartmann absolvierte nach der Schule von 1991 bis 1993 eine Ausbildung bei der Sächsischen Polizei in Dresden. In der Folge war er bis 1999 Fachlehrer bzw. Ausbilder an der Polizeifachschule Kamenz. Anschließend wechselte er ins Präsidium der Bereitschaftspolizei, ab 2005 war er im Stab der 1. Bereitschaftspolizeiabteilung Dresden tätig. Seit September 2009 ist Hartmann vom aktiven Dienst beurlaubt.
Christian Hartmann lebt in Langebrück, ist verheiratet, hat drei Kinder und ist  evangelisch-lutherischer Konfession.

## Politik
Der CDU gehört Hartmann seit 1994 an. Er war Mitglied der Jungen Union von 1999 bis 2010 und von 2000 bis 2002 deren Kreisvorsitzender in Dresden. Von 2012 bis 2016 war Hartmann Landesvorsitzender der Kommunalpolitischen Vereinigung der CDU Sachsen. Von Juni 2013 bis November 2019 war er Kreisvorsitzender der CDU Dresden. Auf dem 35. Landesparteitag der CDU Sachsen am 16. November 2019 wurde Hartmann zum stellvertretenden Landesvorsitzenden gewählt.
Seit 1999 ist er Ortsvorsteher der Ortschaft Langebrück. Von 2001 bis 2009 gehörte er dem Dresdner Stadtrat an. Bei der Landtagswahl 2009 gewann Hartmann das Direktmandat im Wahlkreis Dresden 5 (Wahlkreis 47) mit 33,3 % der Stimmen und steigerte dieses Ergebnis bei der Landtagswahl 2014 auf 33,4 %.
In der 5. Wahlperiode (2009–2014) war er Mitglied im Innenausschuss und im Petitionsausschuss und ab 2013 Innenpolitischer Sprecher der CDU-Fraktion im Landtag.
In der 6. Wahlperiode war er Mitglied der Parlamentarischen Kontrollkommission und Vorsitzender des Parlamentarischen Kontrollgremiums, Mitglied im Innenausschuss und im Ausschuss für Geschäftsordnung und Immunitätsangelegenheiten sowie weiterhin Innenpolitischer Sprecher der CDU-Fraktion im Landtag.
Ab 2012 war Hartmann Mitglied im ersten sächsischen NSU-Untersuchungsausschuss „Neonazistische Terrornetzwerke in Sachsen“ und bis 2014 Obmann der CDU-Fraktion. Im zweiten NSU-Ausschuss war Hartmann erneut Mitglied.
Nach dem Rücktritt von Frank Kupfer kam es in der Landtagsfraktion der CDU Sachsen am 25. September 2018 zu einer Kampfabstimmung um die Nachfolge zwischen Hartmann und Geert Mackenroth, bei der sich Hartmann überraschend mit 32 zu 24 Stimmen durchsetzen konnte.
Bei der Landtagswahl in Sachsen 2019 wurde er im Wahlkreis Dresden 1 mit 28,7 Prozent der Direktstimmen erneut zum Wahlkreisabgeordneten gewählt. Er wurde am 3. September 2019 als Fraktionsvorsitzender mit 100 % der Stimmen im Amt bestätigt.
Bei der Landtagswahl 2024 wurde er über das Direktmandat im Wahlkreis Dresden 1 erneut in den Landtag gewählt. Anschließend wurde er als Fraktionsvorsitzender wiedergewählt.

## Positionen
Angesprochen darauf, dass er eine Koalition mit der AfD nicht ablehne, sagte Hartmann im September 2018: „Das gebietet der Respekt für die Wählerinnen und Wähler, die am 1. September 2019 entscheiden.“ Zugleich bezeichnete der Experte für Sicherheitsfragen die AfD als politischen Hauptwettbewerber und Gegner der CDU.